# Карпињано Салентино
Карпињано Салентино (итал. Carpignano Salentino) је насеље у Италији у округу Лече, региону Апулија.
Према процени из 2011. у насељу је живело 2297 становника. Насеље се налази на надморској висини од 76 м.

## Географија
| Клима (Карпињано Салентино) | Клима (Карпињано Салентино) | Клима (Карпињано Салентино) | Клима (Карпињано Салентино) | Клима (Карпињано Салентино) | Клима (Карпињано Салентино) | Клима (Карпињано Салентино) | Клима (Карпињано Салентино) | Клима (Карпињано Салентино) | Клима (Карпињано Салентино) | Клима (Карпињано Салентино) | Клима (Карпињано Салентино) | Клима (Карпињано Салентино) | Клима (Карпињано Салентино) |
| Показатељ \ Месец           | .Јан.                       | .Феб.                       | .Мар.                       | .Апр.                       | .Мај.                       | .Јун.                       | .Јул.                       | .Авг.                       | .Сеп.                       | .Окт.                       | .Нов.                       | .Дец.                       | .Год.                       |
| --------------------------- | --------------------------- | --------------------------- | --------------------------- | --------------------------- | --------------------------- | --------------------------- | --------------------------- | --------------------------- | --------------------------- | --------------------------- | --------------------------- | --------------------------- | --------------------------- |
| Средњи максимум, °C (°F)    | 12,6 (54,7)                 | 13,2 (55,8)                 | 15,0 (59)                   | 18,3 (64,9)                 | 22,6 (72,7)                 | 26,8 (80,2)                 | 29,2 (84,6)                 | 29,6 (85,3)                 | 26,2 (79,2)                 | 21,8 (71,2)                 | 17,6 (63,7)                 | 14,2 (57,6)                 | 29,6 (85,3)                 |
| Средњи минимум, °C (°F)     | 5,6 (42,1)                  | 5,8 (42,4)                  | 7,2 (45)                    | 9,5 (49,1)                  | 13,1 (55,6)                 | 17,0 (62,6)                 | 19,5 (67,1)                 | 19,9 (67,8)                 | 17,3 (63,1)                 | 13,7 (56,7)                 | 9,9 (49,8)                  | 7,1 (44,8)                  | 5,6 (42,1)                  |
| Количина падавина, mm (in)  | 71 (28)                     | 60 (23,6)                   | 65 (25,6)                   | 40 (15,7)                   | 33 (13)                     | 20 (7,9)                    | 16 (6,3)                    | 22 (8,7)                    | 49 (19,3)                   | 80 (31,5)                   | 97 (38,2)                   | 74 (29,1)                   | 627 (246,9)                 |
| [ тражи се извор ]          |                             |                             |                             |                             |                             |                             |                             |                             |                             |                             |                             |                             |                             |

## Становништво
| 1931. | 1936. | 1951. | 1961. | 1971. | 1981. | 1991. | 2001. | 2011. |
| ----- | ----- | ----- | ----- | ----- | ----- | ----- | ----- | ----- |
| 2.566 | 2.713 | 3.394 | 3.509 | 3.237 | 3.666 | 3.889 | 3.843 | 3.685 |